# 第152合同任務部隊
第152合同任務部隊（だい152ごうどうにんむぶたい、Combined Task Force 152、CTF-152）は、合同海上部隊の1つとして2004年3月に設立された、ペルシア湾内（ホルムズ海峡南端からイラン・イラク領海線の公海上）における対テロ作戦など海上治安活動・海上阻止行動を任務とする多国籍海上部隊である。
アメリカ海軍を中心に、イギリス海軍、バーレーン海軍、アラブ首長国連邦海軍など各国の海軍が人員や艦艇を拠出して編成されており、アメリカ軍の中で中東を担当するアメリカ中央軍の隷下にある、アメリカ中央海軍・第5艦隊（同一人が司令官を兼任）が実務を担っている。